# Astragalus bakuensis
Astragalus bakuensis är en ärtväxtart som beskrevs av Aleksandr Andrejevitj Bunge. Astragalus bakuensis ingår i släktet vedlar, och familjen ärtväxter. Inga underarter finns listade i Catalogue of Life.